# Ойген Йохум
Ойген Йохум (на немски: Eugen Jochum) е известен германски диригент.
Прочут е най-вече с интерпретациите си на произведенията на Антон Брукнер. Той е първият диригент, направил пълен запис нах9-те симфонии на този композитор.
Ойген Йохум е роден в семейство на органист. От 1922 г. изучава дирижиране и композиция в Мюнхенската музикална академия. Диригентският му дебют е през 1927 г., когато Мюнхенският филхармоничен оркестър изпълнява под негово ръководство Седма симфония на Антон Брукнер.
През 1934 г. Йохум става приемник на Карл Бьом на поста в Хамбургската опера, а тясното му сътрудничество с този колектив продължава почти петнадесет години. В периода 1949 – 1960 г. ръководи Симфоничния оркестър на Баварското радио, като го прави един от водещите оркестри в Германия. Ръководи също Оркестър Концертгебау в Амстердам (1961 – 1963 г.) и други известни колективи. Участва в Залцбургския и Байройтския фестивали.
Въпреки че е специализиран в музиката на немския романтизъм, изпълнява и произведения на съвременни композитори.
Братята му също са музиканти: Георг Людвиг Йохум (1909 – 1970) е диригент, а Ото Йохум (1898 – 1969) е композитор.